# اچ‌تی‌سی وان مکس
اچ‌تی‌سی وان مکس (به انگلیسی: HTC One Max) یک تلفن-تبلت (فبلت) مبتنی بر سیستم‌عامل اندروید است که توسط کمپانی تایوانی اچ‌تی‌سی در سه‌ماهه پایانی سال ۲۰۱۳ میلادی معرفی و عرضه گردید.